# 窄唇圈螺
窄唇圈螺（学名：Plectopylis stenochila）为瞳孔蜗牛科圈螺属的动物，是中国的特有物种。分布于四川、湖北等地，生活环境为陆地，主要栖息于山区、丘陵潮湿的灌木丛、草丛中、石块下、石缝中以及墙角边。